# Bielloriehppe
Bielloriehppe, enligt tidigare ortografi Piellorieppe, är ett fjällmassiv i de centrala delarna av Sareks nationalpark. Det högsta berget är Gådokgaskatjåhkkå med 1980 meter över havet. Massivet uppvisar en brant sida mot Rapaselet i Rapadalen med en höjdskillnad på närmare 1400 meter.

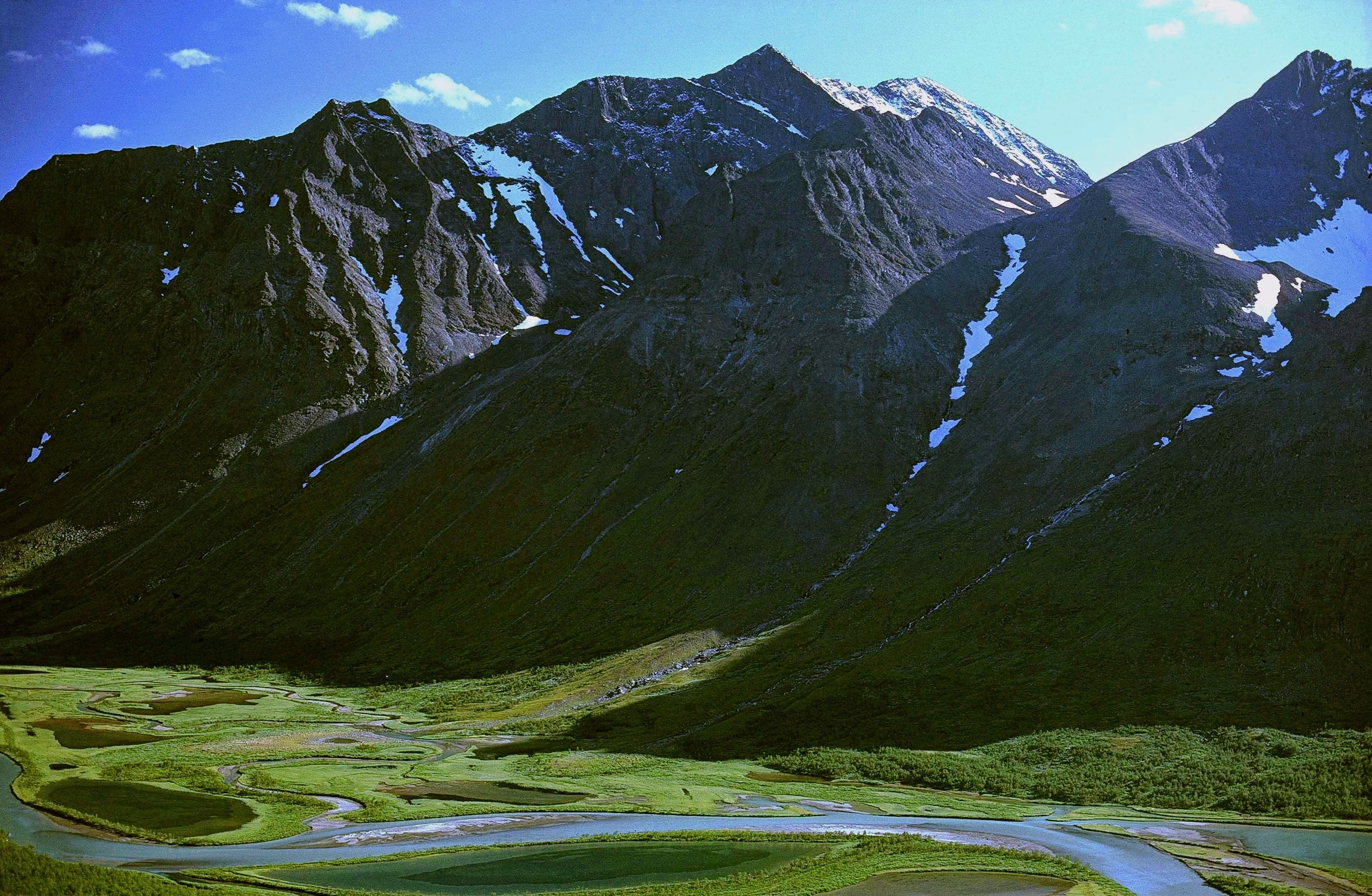
Bielloriehppe vid Rapaselet i Rapadalen
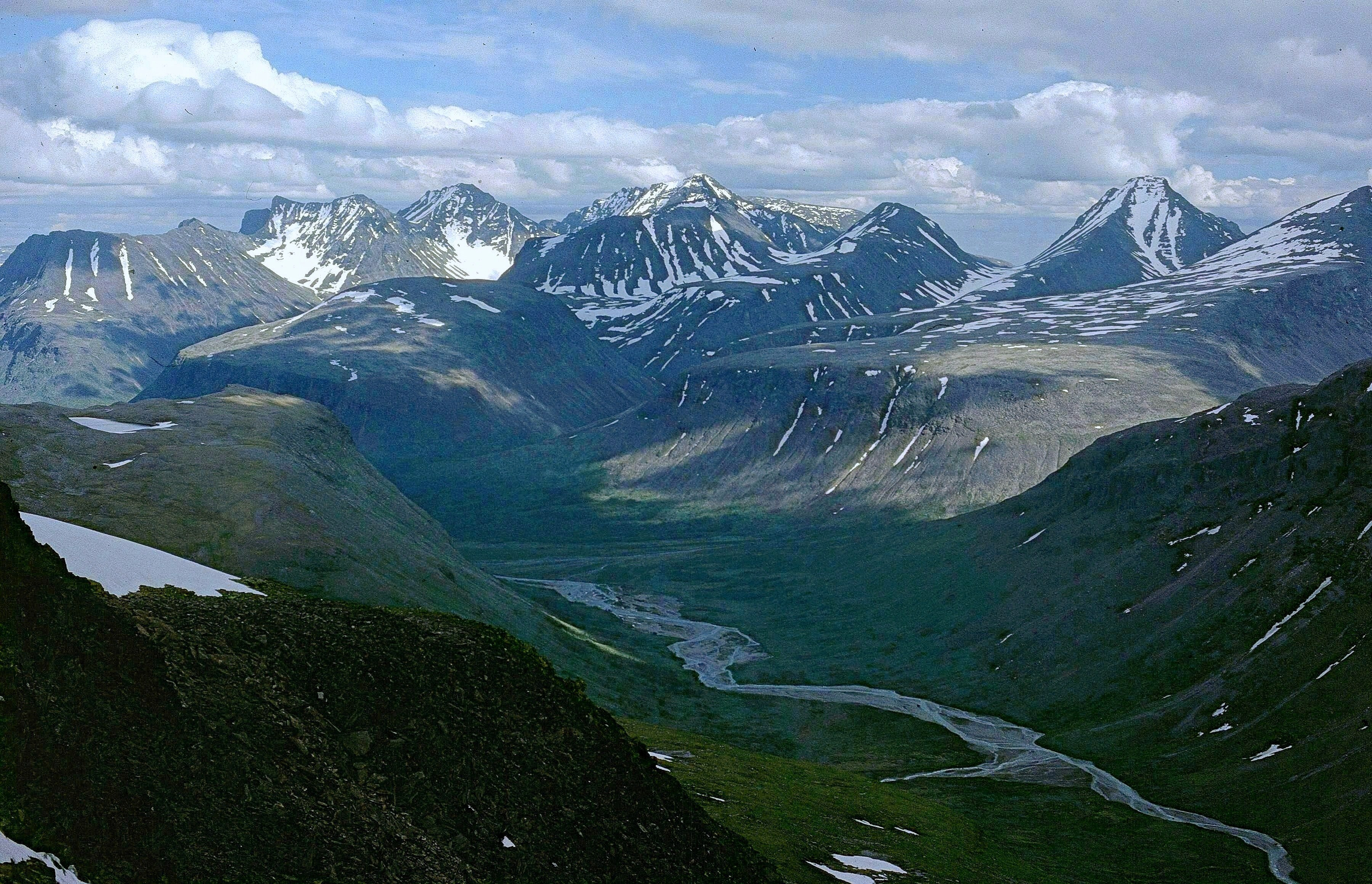
Bielloriehppemassivet sett från Oalgásjmassivet. Dalgången är Sarvesvágge